# Harriet Colliander
Harriet Elisabet Colliander Groth, född Ekroth 7 maj 1943 i Linköping, är en svensk antikvarie och före detta politiker (nydemokrat) som var riksdagsledamot 1991–1994 och partiordförande april–juni 1994.
Hon blev fil kand 1971 och 1:e antikvarie samma år. Hon har bland annat varit anställd vid Riksantikvarieämbetet och Sörmlands museum.
Colliander spelade en central roll i svensk politik under våren 1994. I april valdes hon till Ian Wachtmeisters efterträdare som partiledare för Ny demokrati. Tiden som partiledare blev emellertid mycket kort och mycket stormig. Hon hade valts med stöd av Bert Karlsson, men gick senare emot Karlsson i flera sakfrågor. Därigenom uppstod ytterligare splittring i partiet. Genom Collianders försorg övergav Ny demokrati sitt tidigare motstånd mot regeringens förslag om vårdnadsbidrag, vilket medförde att förslaget kunde röstas igenom i riksdagen. Emellertid var NyD:s riksdagsgrupp vid voteringen splittrad i tre olika falanger.
I juni 1994 avsattes Colliander vid en extrainkallad partistämma, men valet av Vivianne Franzén till ny partiordförande förklarades senare som ogiltigt och fick göras om i augusti.
Harriet Ekroth Colliander, som hon då hette, medverkade i Södermanlands hembygdsförbunds årsbok Sörmlandsbygden 1992 med artikeln Från själabro till betongbro: Om sörmländska broar under tusen år.